# Brigate Garibaldi
Le Brigate Garibaldi furono delle formazioni partigiane organizzate dal Partito Comunista Italiano operanti nella resistenza italiana durante la seconda guerra mondiale.
Composte in prevalenza da comunisti, in esse militarono anche esponenti di altri partiti del CLN, specialmente socialisti, azionisti e cattolici. Pochi furono invece i componenti democristiani. Coordinate da un comando generale diretto dagli esponenti comunisti Luigi Longo e Pietro Secchia, furono le formazioni partigiane più numerose e quelle che subirono le maggiori perdite totali durante la guerra partigiana. In azione i componenti delle brigate indossavano per riconoscimento fazzoletti rossi al collo e stelle rosse sui copricapi.
Brigate Garibaldi si chiamavano anche le tre brigate che componevano la 
Divisione partigiana italiana Garibaldi in Montenegro, che operava in Montenegro al fianco del II Korpus dell’Esercito popolare di liberazione della Jugoslavia; la divisione era costituita da militari italiani e comandata dai generali Giovanni Battista Oxilia, Lorenzo Vivalda e Carlo Ravnich.

## Creazione ed organizzazione

### Disegno operativo
Il 20 settembre 1943 a Milano venne costituito il comitato militare del PCI che in ottobre si trasformò in comando generale delle Brigate d'assalto Garibaldi, sotto la direzione di Longo e Secchia. Questa embrionale struttura dirigente, inizialmente dotata di mezzi molto limitati, diede subito avvio alla sua azione, diretta soprattutto al superamento di ogni "attesismo" ed al potenziamento costante dell'attività militare di contrasto alla potenza occupante ed alle risorgenti strutture politico-militari del fascismo della RSI.
Il comando generale delle brigate previde subito di sviluppare la lotta armata sulla base di tre direttrici organizzative fondamentali: la costituzione, a partire dalle cellule comuniste già attive nelle città, di una rete di staffette con il compito di collegare i nuclei di militanti nelle varie zone, rafforzare i collegamenti ed attuare concretamente la lotta partigiana. A questo scopo venne stabilito che il 50% dei militanti del partito fossero assegnati all'attività militare. La formazione di un corpo di ispettori assegnato nelle varie regioni con il compito di controllare l'attività partigiana delle brigate e di sviluppare l'attività politico-militare dei militanti. Infine, il decentramento degli stessi membri del comando generale; secondo questa direttiva, quindi, mentre il vertice rimase in clandestinità a Milano, in ogni regione venne organizzata una delegazione distaccata guidata da un membro del comando con ampi poteri decisionali.
Dopo la dichiarazione di guerra alla Germania del governo Badoglio (13 ottobre 1943), il comando generale delle Brigate Garibaldi diramò un documento ("Direttive d'attacco") in linea con le direttive politiche del PCI a favore dell'organizzazione e dell'intensificazione della guerra partigiana, caratterizzato da una rivendicazione della legalità e da un appello alla lotta senza quartiere contro gli occupanti tedeschi e i militanti del nuovo fascismo repubblicano. Nel novembre 1943 fu Pietro Secchia che, in un articolo sulla rivista del PCI "La nostra lotta", precisò ulteriormente in modo inequivocabile il disegno politico-militare adottato dalla Brigate Garibaldi: dopo una critica serrata dell'"attesismo", il dirigente del comando generale affermava l'importanza dell'azione immediata militare per "abbreviare la guerra" ed in questo modo ridurre i tempi dell'occupazione tedesca, risparmiando le popolazioni e i villaggi; per dimostrare agli alleati la volontà del popolo italiano di lottare per la propria liberazione e per la democrazia; per contrastare la politica del terrore nazifascista e renderne insicura l'occupazione; in ultimo per stimolare, mediante l'azione concreta, la crescita dell'organizzazione e della lotta partigiana.

### Modello organizzativo

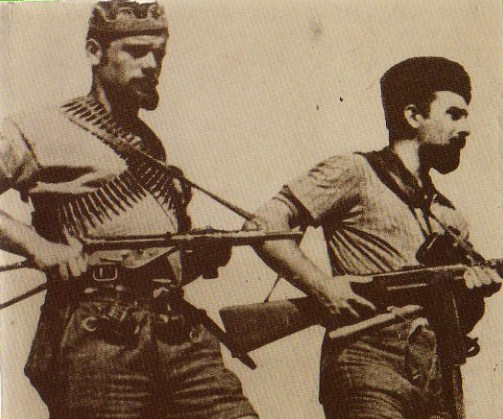
Due partigiani garibaldini armati di mitra Sten e MAB38.

Il modello organizzativo venne strutturato dalla direzione del PCI. Il termine "brigata" non fu casuale: era il superamento della "banda". Brigata stava ad indicare un legame organizzativo di tipo militare tradizionale, di dipendenza tra le unità operative e i livelli superiori politico-militari; inoltre creava un richiamo morale e storico con le Brigate Internazionali della guerra di Spagna.
La scelta di dare alle formazioni partigiane comuniste il nome dell'eroe risorgimentale Giuseppe Garibaldi, al quale era già stato intitolato un battaglione di volontari italiani antifascisti in Spagna, fu presa nell'ambito di un ampio ricorso a una simbologia e una retorica nazionalpatriottiche, in applicazione della politica dei fronti popolari raccomandata dal VII Congresso dell'Internazionale Comunista del 1935.
Le dimensioni delle brigate variavano dal contesto operativo. La struttura impostata dal PCI richiedeva, oltre ad un comandante militare, un commissario politico con pari poteri militari ma impegnato anche nel lavoro di propaganda e istruzione dei partigiani; struttura questa replicata anche nelle squadre, i battaglioni e gli altri sottoraggruppamenti. Il termine "assalto" fu una volontà politica; era finalizzata a togliere le incertezze sulla possibilità di lotta e superare i dubbi nella lotta contro i fascisti. Inoltre richiamava anche i "reparti d'assalto" (gli Arditi) della prima guerra mondiale.
La costituzione delle brigate si basò in primo luogo sulla severità cospirativa, la disciplina e la motivazione dei quadri comunisti ma soprattutto sull'apertura e la disponibilità nell'arruolamento dei volontari, esteso ai giovani, militari in servizio alla data dell'armistizio o provenienti dalle disciolte organizzazioni del regime. Nell'autunno 1943 il comando generale precisò inoltre la struttura di comando delle brigate con la presenza di un commissario politico, incaricato della preparazione politica dei volontari, del benessere concreto e del mantenimento del morale e delle motivazioni dei combattenti, e di ufficiali nel ruolo di comandante militare, con pari diritti e doveri del commissario politico, e di capo di stato maggiore.
Riguardo al ruolo del Partito Comunista, mentre il 50% dei militanti venne impegnato direttamente nell'attività militare con le brigate, l'altra metà si dedicò all'attività cospirativa in città (sabotaggi ed attentati), all'organizzazione ed allo sviluppo delle lotte operaie nelle fabbriche, all'agitazione contadina in alcune zone, all'inserimento nella scuola e nelle Università, favorendo inoltre il reclutamento e l'afflusso di volontari alle formazioni combattenti in montagna. Durante la Resistenza la separazione tra le due parti non fu mai irreversibile e militanti passarono nelle varie fasi della lotta da un'attività all'altra, anche se in alcune province si produsse una separazione tra il "lavoro politico" sviluppato dai dirigenti delle federazioni locali ed il "lavoro militare" affidato ai comandanti delle Brigate Garibaldi sul campo ed ai delegati regionali con pieni poteri.

## Le Brigate Garibaldi nella guerra partigiana

Pompeo Colajanni "Barbato", comandante delle formazioni garibaldine nella valle Po.

### Le diverse Brigate Garibaldi
Nonostante il collegamento diretto con il PCI, le Brigate Garibaldi annoverarono capi di grande prestigio e capacità che non erano militanti comunisti, come il cattolico ed apolitico Aldo Gastaldi (nome di battaglia "Bisagno", dal nome dell'omonimo torrente), uno dei comandanti partigiani più importanti a Genova, l'apolitico Mario Musolesi, nome di battaglia "Lupo", capo della Brigata Partigiana Stella Rossa ucciso dai tedeschi durante il rastrellamento di Marzabotto, l'anarchico Emilio Canzi, comandante unico della XIII zona operativa Appennino Tosco Emiliano. Inoltre Aldo Aniasi rimase al comando della 2ª Divisione Garibaldi "Redi" in Val d'Ossola nonostante avesse lasciato il PCI per aderire all'organizzazione del PSI, e Luigi Pierobon, uno dei dirigenti della FUCI veneta, ebbe parte importante nella costituzione della Divisione Garibaldi "Ateo Garemi". Anche molti ufficiali monarchici, stufi dell'attendismo di altre organizzazioni o più semplicemente perché si trovavano nelle vicinanze non potendo vagare nelle zone occupate dai nazisti cercando la formazione più politicamente affine, entrarono nelle brigate Garibaldi, ottenendo spesso il comando di distaccamenti, battaglioni o intere brigate, vista la loro preparazione militare, come il capitano Ugo Ricci (tra i primi promotori della resistenza nel comasco, caduto in combattimento nella battaglia di Lenno) e il tenente (e conte) Luchino Dal Verme (partigiano), che, con il nome di battaglia "Maino" comandò prima la 88ª Brigata "Casotti" e poi la divisione "Antonio Gramsci" nell'Oltrepò pavese.

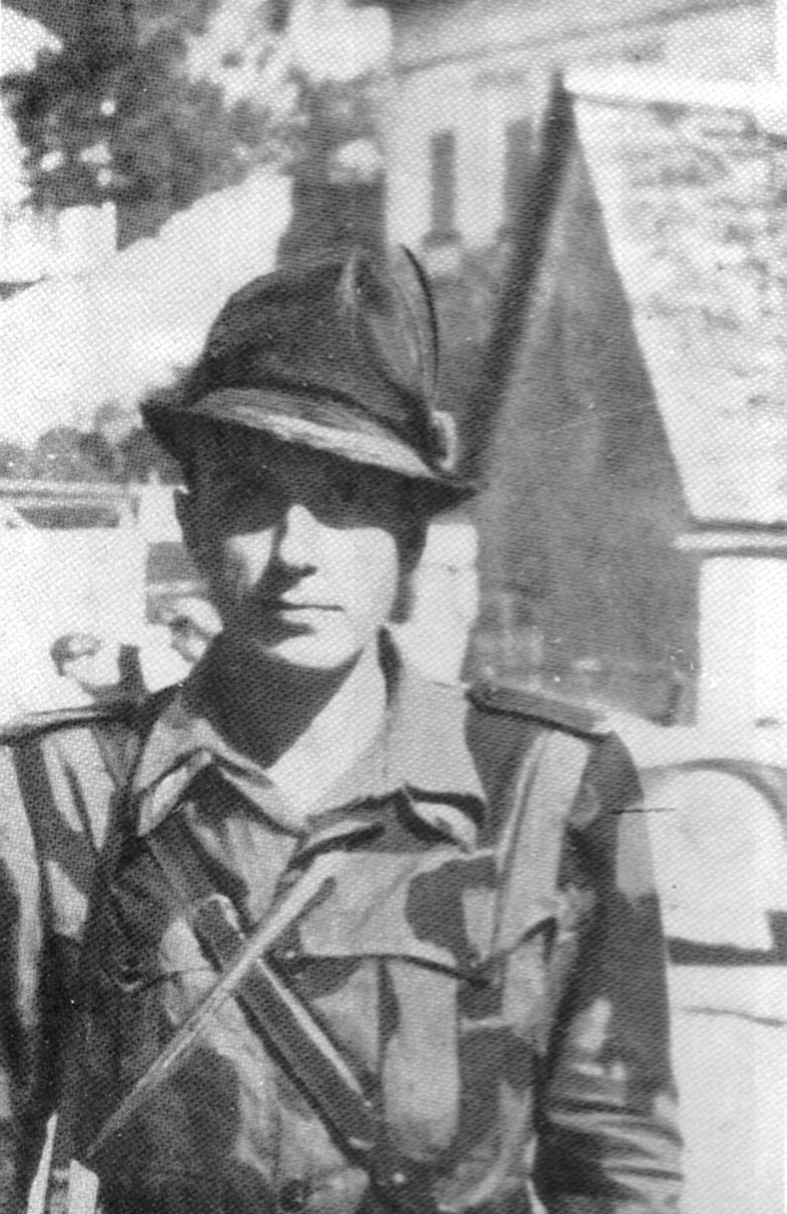
Vincenzo Moscatelli "Cino", commissario politico delle Brigate Garibaldi della Valsesia.

Queste situazioni portarono a volte a diatribe e contrasti che però non diminuirono la comune volontà di lotta antifascista e la determinazione in combattimento. Queste personalità erano dotate di qualità di comando, capacità di mantenere la coesione dei reparti e valore militare e quindi preferivano combattere in una organizzazione efficiente, anche se non condividevano gli ideali comunisti, piuttosto che disperdersi.
I raggruppamenti più famosi, combattivi ed efficienti delle Brigate Garibaldi, diffuse ed attive in quasi tutto il territorio occupato, furono quelli di Vincenzo Moscatelli "Cino" e Eraldo Gastone "Ciro" nella zona libera della Valsesia, di Pompeo Colajanni "Barbato", Vincenzo Modica "Petralia" e Giovanni Latilla "Nanni" nella valle Po e nelle Langhe, di Francesco Moranino "Gemisto" nel Biellese, di Mario Ricci "Armando" nel Modenese, di Vladimiro Bersani "Paolo Selva" nel Piacentino, di Arrigo Boldrini "Bulow" (ufficiale nel 120° Fanteria dell'Esercito l'8 settembre) nella Romagna.
Associati alle Brigate Garibaldi erano i Gruppi di azione patriottica (GAP), che nelle città operavano azioni di sabotaggio e attentati contro gli occupanti nazifascisti. Uno dei più noti era quello dell'ospedale Niguarda di Milano, dove l'infermiera Maria Peron e numerosi colleghi garantivano la fuga di ebrei e detenuti politici dal carcere di San Vittore, ricoverandoli in ospedale con false diagnosi.
In totale le Brigate Garibaldi rappresentavano circa il 48% delle forze della Resistenza partigiana. Al momento dell'insurrezione finale dell'aprile 1945, i garibaldini combattenti si calcolano in circa 50 000 divisi in 23 "divisioni", su un totale stimato di circa 110 000 partigiani. In dettaglio il comando generale delle Brigate Garibaldi disponeva, alla data del 15 aprile 1945, di nove divisioni in Piemonte (15 000 uomini); tre divisioni in Lombardia (4 000 uomini); quattro divisioni in Veneto (10 000 uomini); tre divisioni in Emilia (12 000); quattro divisioni (10 000 uomini) in Liguria.
Nell'ambito delle forze militari della resistenza, le Brigate Garibaldi costituirono il gruppo più numeroso e organizzato con 575 formazioni organiche, tra squadre, gruppi, battaglioni, brigate e divisioni; parteciparono alla maggior parte dei combattimenti e subirono le perdite più pesanti, oltre 42 000 morti in combattimento o per rappresaglia.
I partigiani garibaldini mantennero durante tutta la Resistenza i loro elementi esteriori di riconoscimento e di affermazione politica: fazzoletti rossi al collo, stelle rosse sui copricapi, emblemi con falce e martello. Nonostante le precise direttive del comando del CNL dirette all'unificazione di tutte le formazioni combattenti ed all'impiego di distintivi nazionali e del saluto militare, i militanti delle brigate continuarono a mostrare indifferenza per queste disposizioni e attaccamento al loro partito e la maggioranza continuò a salutare con il pugno chiuso.

### Comando generale

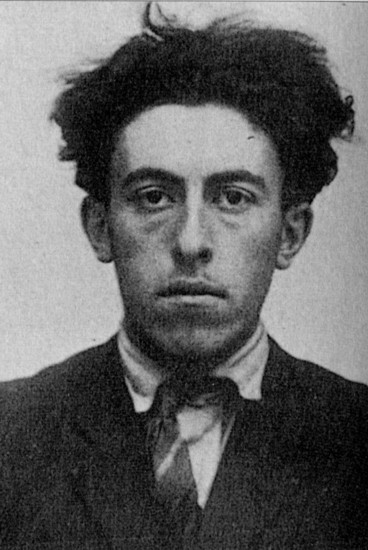
Pietro Secchia "Vineis", commissario politico delle Brigate Garibaldi.

Le Brigate Garibaldi ricevevano in genere ordini dal rappresentante del PCI nel Corpo volontari della libertà, che era Luigi Longo (nome di battaglia "Italo") e dal Comitato di Liberazione Nazionale. Ma tutte le Brigate Garibaldi dipendevano direttamente dal Comando generale, di cui fecero parte all'inizio, oltre allo stesso Longo (comandante generale), Pietro Secchia, che era anche il commissario politico delle brigate (nome di battaglia "Botte" o "Vineis"), Gian Carlo Pajetta ("Luca", vicecomandante); Giorgio Amendola ("Palmieri"), Antonio Carini ("Orsi", ucciso nel marzo 1944), Francesco Leone, Umberto Massola, Antonio Roasio, Francesco Scotti, Eugenio Curiel (caduto il 24 febbraio 1945). Questi capi mostrarono determinazione, capacità organizzative e spirito di sacrificio, sviluppando le formazioni resistenziali garibaldine e allargando l'influenza comunista nel Nord Italia.

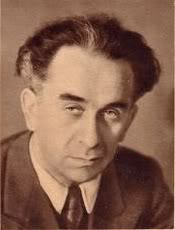
Luigi Longo "Italo", il comandante generale delle Brigate Garibaldi.

Oltre a Longo, a Secchia ed agli altri componenti del Comando generale, svolsero un ruolo importante di coordinamento regionale anche Antonio Roasio ("Paolo"), a cui fu affidato il controllo delle Brigate Garibaldi in Veneto ed Emilia, Francesco Scotti ("Fausto" o "Grossi") che guidò le formazioni in Piemonte e Liguria, e Pietro Vergani ("Fabio"), responsabile in Lombardia. Il Partito Comunista Italiano svolse un ruolo decisivo nel potenziamento e nell'organizzazione; fin dall'inizio le strutture del partito decisero che almeno il 10% dei quadri ed il 15% degli iscritti fosse inviato in montagna per costituire un nucleo fondamentale di aggregazione e coesione intorno a cui sviluppare le varie unità.
Inoltre le Brigate Garibaldi avevano propri rappresentanti nei comandi regionali del CVL, che furono: in Piemonte Giordano Pratolongo e poi Francesco Scotti; in Lombardia Pietro Vergani; in Liguria Luigi Pieragostini e dopo il suo arresto il 27 dicembre 1944 Carlo Farini; in Emilia-Romagna Ilio Barontini; in Veneto Pratolongo e poi Aldo Lampredi; in Toscana prima Luigi Gaiami e poi Francesco Leone e Antonio Roasio, nelle Marche Alessandro Vaia, in Umbria Celso Ghini. A Trieste erano attivi Luigi Frausin e Vincenzo Gigante che, in collegamento con il comando generale, tennero i rapporti con il movimento di liberazione jugoslavo, sostenendo la necessità di rinviare le questioni territoriali a dopo la fine del conflitto e di condurre insieme la guerra contro il nemico. Frausin e Gigante furono catturati dall'SD tedesco il 28 agosto e il 15 novembre 1944, deportati e uccisi quasi certamente nel campo della Risiera di San Sabba.
Caratteristica dell'attività del comando delle Brigate Garibaldi fu il tentativo costante di trasformare le formazioni partigiane in avanguardia ed elemento costitutivo del processo di introduzione della massa della popolazione nell'antifascismo attivo, con un continuo sforzo di integrazione tra lotta armata e mobilitazione civile dei cittadini, attraverso i loro rappresentanti. Con un ulteriore sforzo organizzativo, i dirigenti comunisti del nucleo di Milano crearono a partire dal giugno 1944 su scala regionale i cosiddetti "triumvirati insurrezionali" per coordinare la lotta politica del partito nelle città occupate e nei luoghi di lavoro con l'azione concreta delle formazioni partigiane di montagna in vista dell'auspicata insurrezione generale.

## Insurrezione e fine della guerra

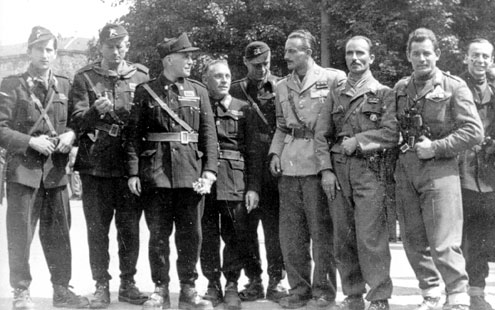
Comandanti delle Brigate Garibaldi della Val d'Ossola, il primo a sinistra è Aldo Aniasi.

Il 10 aprile 1945 il Comando generale delle Brigate Garibaldi diramò la "direttiva n. 16" che allertava tutti i combattenti delle formazioni a prepararsi per l'insurrezione generale in tutta l'Alta Italia per precedere l'arrivo delle truppe Alleate e cooperare nella disfatta delle residue forze nazifasciste. Il comando generale delle brigate ed il Partito comunista enfatizzarono al massimo l'importanza dell'insurrezione, da effettuare a tutti i costi, senza accettare accordi, proposte, tregue con il nemico che potessero limitare l'azione delle forze partigiane. Vennero stesi piani dettagliati per entrare nelle città, per salvaguardare le fabbriche e gli impianti, per impedire la fuga delle forze nazifasciste. L'insurrezione ebbe quindi inizio il 24 e il 25 aprile nelle grandi città del Nord, dopo la diffusione del messaggio in codice comunicato dai vari comandi regionali: "Aldo dice 26x1".

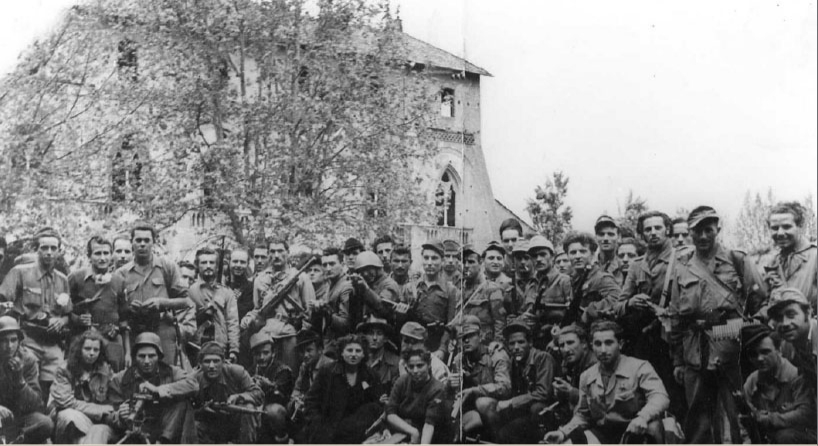
"Garibaldini" il 25 aprile al castello di Pavia

In questa fase finale i reparti garibaldini, ormai organizzati in "Divisioni" e "Gruppi di Divisioni" (come il raggruppamento della Valsesia, Verbano, Ossola guidato da Moscatelli e Gastone) ebbero un ruolo centrale nei combattimenti nelle varie città del nord Italia. Le brigate partigiane di montagna scesero in pianura e marciarono sui centri principali, mentre nei nuclei urbani venne proclamato lo sciopero insurrezionale e i reparti GAP e SAP iniziarono la lotta. In Liguria le Divisioni "Cichero",guidata da "Bisagno" (Aldo Gastaldi) e "Miro" (Antonio Ukmar), "Pinan-Cichero", "Mingo", giocarono un ruolo decisivo nella liberazione di Genova, impedirono la distruzione del porto e accettarono la resa delle forze tedesche del generale Günther Meinhold. In Piemonte le Divisioni Garibaldi di Pompeo Colajanni "Barbato", Vincenzo Modica e Giovanni Latilla "Nanni" entrarono a Torino insieme agli autonomi di "Mauri", mentre le forti Divisioni "Pajetta" e "Fratelli Varalli" di Gastone e Moscatelli, dopo aver liberato Novara, entrarono a Milano il 28 aprile, già raggiunta il giorno prima dai garibaldini dell'Oltrepò pavese guidati da Italo Pietra e Luchino Dal Verme
. In Lombardia la 2ª Divisione Garibaldi "Redi" (comandata da Aldo Aniasi "Comandante Iso") e le Divisioni "Lombardia", coordinate da Pietro Vergani ("Fabio", vicecomandante del CVL), bloccarono i passi alpini e occuparono la Valtellina, impedendo la fuga dei gerarchi fascisti. Benito Mussolini fu catturato dalla 52ª Brigata Garibaldi "Luigi Clerici" del comandante "Pedro" (Pier Luigi Bellini delle Stelle), dipendente dalla 1ª Divisione Garibaldi Lombardia, e fucilato dagli inviati del comando garibaldino di Milano, Walter Audisio e Aldo Lampredi; gli altri gerarchi vennero invece presi e fucilati a Dongo dai partigiani della 3ª Divisione Garibaldi Lombardia, agli ordini di Alfredo Mordini "Riccardo".
In Veneto le forti Divisioni "Garemi", "Nannetti" e "Ortigara" bloccarono la ritirata tedesca dopo aspri e costosi combattimenti e liberarono Padova, Valdagno, Belluno.

I partigiani a Milano il 28 aprile 1945; si riconoscono Cino Moscatelli, con il cappello da alpino, commissario politico delle Brigate Garibaldi della Valsesia, e, alla sua sinistra, Pietro Secchia e Luigi Longo, rispettivamente commissario politico e comandante generale delle brigate

Gravi problemi di collaborazione tra partigiani italiani e le formazioni dell'esercito popolare di liberazione sloveno sorsero sul confine orientale, dove le forti correnti sciovinistiche slave, le difficoltà dei dirigenti comunisti italiani e gli aspetti contraddittori della loro politica favorirono divisioni e risentimenti anti-slavi nelle forze della Resistenza non comuniste. Il 20 settembre 1944 il Comando generale dell'EPL sloveno abolì unilateralmente gli accordi col CLN dell'aprile dello stesso anno, che prevedevano un "Comando paritetico" sloveno-italiano su questi reparti. Quest'atto determinò "il passaggio delle unità italiane alle dirette dipendenze, non solo operative, dell'EPL della Slovenia. Così la "Trieste", da 14ª brigata della Resistenza italiana, diventerà 20ª Brigata d'assalto Garibaldi-Trieste dell'Esercito sloveno, entrando a far parte degli effettivi della 30ª divisione slovena e cessando quindi di essere una formazione del Corpo Volontari della Libertà d'Italia".. Comandante e commissario politico aderirono alla soluzione politica e nazionale jugoslava e l'ufficio politico del PCI sostenne questa scelta, che impegnò peraltro solo i militanti comunisti. Al momento dell'insurrezione finale, la "Trieste", aggregata dal 27 febbraio 1945 alla Divisione Garibaldi "Natisone", partecipò ai combattimenti ed un suo reparto entrò in Trieste il 7 maggio, mentre il grosso della divisione, impegnato verso Lubiana, entrò in città il 20 maggio, a causa dell'ordine del Partito comunista sloveno di impedire la partecipazione di reparti partigiani italiani alla liberazione di Trieste.
Dopo la fine delle operazioni militari (primi giorni di maggio del 1945) gli Alleati e il CLN ordinarono la consegna delle armi e lo scioglimento delle unità partigiane. Le brigate Garibaldi, come le altre formazioni partigiane, formalmente si sciolsero e vennero consegnati agli alleati 215 000 fucili, 12 000 mitra, 5 000 mitragliatrici, 5 000 pistole, 760 bazooka. In realtà si diffusero, soprattutto tra i partigiani garibaldini, diffidenza e timori di un ritorno delle forze reazionarie; solo circa il 60% delle armi vennero realmente riconsegnate, mentre i partigiani comunisti conservarono, oltre a cospicue quantità di armi leggere, berretti, giubbotti, fazzoletti rossi, zaini, giberne. L'occultamento delle armi venne in parte autorizzato da alcuni capi garibaldini del Nord, in vista di una possibile ripresa della guerra di liberazione; per tutti gli anni cinquanta rimasero aspettative di ritorno alla lotta in montagna per contrastare lo Stato borghese ormai saldamente collocato nel campo capitalistico.

## Elenco Brigate Garibaldi
tu che sorgi dall'italo cuore,

per la patria, la fede e l'onore

contro chi maledetto tradì.
Partigiano di tutte le valli,

pronto il mitra, le bombe e cammina;

la tua patria travolta in rovina,

la tua patria non deve morir.
Giù dai monti discendi alle valli

se il nemico distrugge il tuo tetto;

partigiano, impugna il moschetto,

partigiano non devi morir.»
(alcuni versi di Garibaldi, brigate d'assalto,)
Brigate Garibaldi:

## Personalità "garibaldine"
- Mario Abruzzese
- Giorgio Amendola
- Aldo Aniasi
- Osvaldo Alasonatti
- Walter Audisio
- Ennio Bellini
- Vladimiro Bersani
- Mario Betto
- Arrigo Boldrini
- Nello Boscagli
- Giancarlo Brugnolotti
- Italo Calvino
- Antonio Carini
- Felice Cascione
- Dante Castellucci
- Ercole Chiolerio
- Giotto Ciardi
- Pompeo Colajanni
- Orazio Costorella
- Fernando Di Giulio
- Dante Di Nanni
- Mario Fantini
- Riccardo Fedel
- Sergio Flamigni
- Armido, Licio e Vinicio Fontanot
- Aldo Gastaldi
- Eraldo Gastone
- Giuseppe Gheda
- Adriano Ghione
- Mario Ginocchio
- Antonio Giolitti
- Enzo Giraldo
- Renato Guatelli
- Giorgio Jaksetich
- Davide Lajolo
- Aldo Lampredi
- Giovanni Latilla
- Giovanbattista Lazagna
- Francesco Leone
- Mario Lizzero
- Luigi Longo
- Alfio Marchini
- Erasmo Marrè
- Vincenzo Modica
- Francesco Moranino
- Alfredo Mordini
- Cino Moscatelli
- Attilio Musati
- Germano Nicolini
- Giovanni Padoan
- Gian Carlo Pajetta
- Floriano Papi
- Ugo Pecchioli
- Giovanni Pesce
- Anna Maria Princigalli
- Giannantonio Prinetti Castelletti
- Mario Ricci
- Nino Ricciardi
- Antonio Roasio
- Francesco Scotti
- Pietro Secchia
- Laura Seghettini
- Emilio Sereni
- Gino Simionato
- Luciano Tavilla
- Angelo Luciano Tondelli
- Giuseppe Verginella
- Pietro Vergani
- Angelo Zanti
- Lucillo Ranocchi